# Stictocardia
Genre
Stictocardia est un genre de plantes de la famille des Convolvulaceae.

## Liste des espèces, sous-espèces et variétés
Selon Catalogue of Life (6 mars 2019) :
- Stictocardia beraviensis (Vatke) Hall. fil.
- Stictocardia cordatosepala Ooststr.
- Stictocardia discolor Ooststr.
- Stictocardia incompta (Hall. fil.) Hall. fil.
- Stictocardia jucunda (Thw.) Gunn
- Stictocardia laxiflora (Bak.) Hall. fil.
- Stictocardia lutambensis (Schulze-Menz) Verdc.
- Stictocardia macalusoi (Mattei) Verdc.
- Stictocardia mojangensis (Vatke) D. F. Austin & Eich
- Stictocardia neglecta Ooststr.
- Stictocardia queenslandica (Domin) R. W. Johnson
- Stictocardia sivarajanii S. D. Biju, P. Pushpangadan & P. Mathew
- Stictocardia tiliifolia (Desr.) Hall. fil.

Selon GRIN (6 mars 2019) :
- Stictocardia beraviensis (Vatke) Hallier f.
- Stictocardia macalusoi (Mattei) Verdc.
- Stictocardia tiliifolia (Desr.) Hallier f.

Selon World Checklist of Selected Plant Families (WCSP) (6 mars 2019) :
- Stictocardia beraviensis (Vatke) Hallier f. (1893)
- Stictocardia cordatosepala Ooststr. (1943)
- Stictocardia discolor Ooststr. (1943)
- Stictocardia incomta (Hallier f.) Hallier f. (1910 publ. 1911)
- Stictocardia laxiflora (Baker) Hallier f. (1898)
  - variété Stictocardia laxiflora var. laxiflora
  - variété Stictocardia laxiflora var. woodii (N.E.Br.) Verdc. (1963)
- Stictocardia lutambensis (Schulze-Menz) Verdc. (1958)
- Stictocardia macalusoi (Mattei) Verdc. (1961)
- Stictocardia mojangensis (Vatke) D.F.Austin & Eich (2001)
- Stictocardia neglecta Ooststr. (1943)
- Stictocardia queenslandica (Domin) R.W.Johnson (2004)
- Stictocardia sivarajanii Biju, Pushp. & P.Mathew (1999)
- Stictocardia tiliifolia (Desr.) Hallier f. (1893)
  - sous-espèce Stictocardia tiliifolia subsp. marquesensis Staples & Butaud (2016)
  - sous-espèce Stictocardia tiliifolia subsp. tiliifolia

Selon The Plant List (6 mars 2019) :
- Stictocardia beraviensis (Vatke) Hallier f.
- Stictocardia incomta (Hallier f.) Hallier f.
- Stictocardia laxiflora (Baker) Hallier f.
- Stictocardia lutambensis (Schulze-Menz) Verdc.
- Stictocardia macalusoi (Mattei) Verdc.
- Stictocardia mojangensis (Vatke) D.F. Austin & E. Eich
- Stictocardia tiliifolia (Desr.) Hallier f.

Selon Tropicos (6 mars 2019) (Attention liste brute contenant possiblement des synonymes) :
- Stictocardia beraviensis (Vatke) Hallier f.
- Stictocardia campanulata (L.) Merr.
- Stictocardia incompta (Hallier f.) Hallier f.
- Stictocardia laxiflora (Baker) Hallier f.
- Stictocardia lutambensis (Schulze-Menz) Verdc.
- Stictocardia macalusoi (Mattei) Verdc.
- Stictocardia mojangensis (Vatke) D.F. Austin & E. Eich
- Stictocardia sivarajanii Biju, Pushpangadan & P. Mathew
- Stictocardia tiliifolia (Desr.) Hallier f.
- Stictocardia woodii Hallier f.